# Luca Chiantore
Luca Chiantore (Milà, 1966) és un pianista i musicòleg italià, radicat a Catalunya, i figura de referència en l'estudi de la teoria i la història de la interpretació pianística, especialment actiu en el món de parla hispana.

## Biografia
Luca Chiantore va estudiar piano i composició amb Emilia Crippa Stradella, Alexander Lonquich, Edoardo Strabbioli i Franco Scala, entre d'altres, interessant-se al mateix temps en l'execució amb teclats històrics. És doctor en Musicologia per la Universitat Autònoma de Barcelona i la seva activitat com a investigador, intèrpret i docent l'ha portat fins als principals països d'Europa, Àfrica, Amèrica i Àsia. Ha publicat, entre altres textos, Història de la tècnica pianística (2001); Beethoven al piano (2010); Escriure sobre música (2016), aquest últim amb Àuria Domínguez i Sílvia Martínez; Tone Moves (2019), edició anglesa actualitzada i ampliada de la seva primera monografia; i Malditas palabras (2021). Des de 2003 dirigeix Musikeon, empresa de serveis musicològics i formació musical especialitzada, i és cofundador del Tropos Ensemble al costat del també pianista, compositor i productor David Ortolà.

## Història de la tècnica pianística
A Espanya i Llatinoamèrica a Luca Chiantore se'l coneix principalment per la seva Historia de la técnica pianística: Un estudio sobre los grandes compositores y el arte de la interpretación en busca de la Ur-Technik (2001), un llibre que, en lloc de mostrar-nos l'esdevenir històric com un camí cap a una tècnica ideal, se centra en les especificitats del piano dels principals compositors-pianistes de la música clàssica occidental per a comprendre com tocaven en el moment de compondre les seves obres. D'aquí el concepte d'"Ur-Technik" que, paral·lelament als més coneguts "Ur-Text" i "Ur-Ton", es presenta com un punt de referència per a imaginar possibles camins per a la interpretació del repertori clàssic. El llibre es val d'un ampli conjunt de fonts documentals, a través de les quals l'autor analitza la tècnica dels compositors avui més tocats, relacionant-la amb l'evolució del repertori, les diferents teories pedagògiques i les transformacions viscudes per l'instrument.

## Beethoven i el piano
L'abril de 2010, l'editorial Nortesur va publicar un nou text de grans dimensions, Beethoven al piano: Improvisación, composición e investigación sonora en sus ejercicios técnicos (del qual el 2020 es va publicar una nova edició àmpliament revisada) en el qual es mostra l'estreta vinculació que mantenien la composició, la improvisació i l'experimentació al voltant dels recursos sonors del piano en l'activitat artística de Beethoven. Es tracta del primer text monogràfic dedicat a les anotacions tècniques d'aquest compositor. Més de 170 exemples musicals, molts d'ells inèdits, il·lustren un volum que inclou, a més, una detallada descripció dels arguments que han portat a Luca Chiantore a afirmar que no va ser Beethoven qui va escriure Per a Elisa tal com avui la coneixem, una tesi de la qual es van fer eco mitjans de comunicació de més de trenta països, entre els quals The New Yorker, Corriere della sera i Die Welt.

## L'activitat didàctica
Luca Chiantore és, a més, professor del Departament de Musicologia de l'Escola Superior de Música de Catalunya des de la seva fundació, l'any 2001. Des del 1992 ha dirigit uns Cursos d'Especialització que amb els anys s'han convertit en una referència internacional, organitzats primer per l'Escola de Música Duetto i, a partir de 2003, per Musikeon. Els cursos han comptat amb la col·laboració de figures de la talla de Lazar Berman, Alicia de Larrocha, Dmitri Bashkirov, Katia & Marielle Labèque, Mischa Maisky, Leslie Howard, Frederic Rzewski, Uri Caine, Andreas Staier, Eric Heidsieck, Josep Colom, Barry Cooper, Clive Brown, Eero Tarasti i Kenneth Hamilton. Luca Chiantore ha estat, a més, professor de l'Escola Superior de Música Reina Sofia i col·labora des del 2014 amb el Doctorat en Música de la Universidade de Aveiro (Portugal).